# Bourg-le-Roi
Bourg-le-Roi là một xã thuộc tỉnh Sarthe trong vùng Pays-de-la-Loire tây bắc nước Pháp. Xã này nằm ở khu vực có độ cao từ 95-137 mét trên mực nước biển.